# Plegaderus consors
Plegaderus consors är en skalbaggsart som beskrevs av Horn 1873. Plegaderus consors ingår i släktet Plegaderus och familjen stumpbaggar. Inga underarter finns listade i Catalogue of Life.